# Provincia de Choapa
Provincia de Choapa är en provins i Chile.   Den ligger i regionen Región de Coquimbo, i den centrala delen av landet, 200 km norr om huvudstaden Santiago de Chile. Antalet invånare är 82 857. Arean är 10 132 kvadratkilometer.
Terrängen i Provincia de Choapa är huvudsakligen bergig, men västerut är den kuperad.
Provincia de Choapa delas in i:
- Illapel
- Salamanca
- Los Vilos
- Canela Baja

Omgivningarna runt Provincia de Choapa är i huvudsak ett öppet busklandskap. Runt Provincia de Choapa är det mycket glesbefolkat, med 7 invånare per kvadratkilometer.